# Plesiosaurier
|  | Dieser Artikel wurde aufgrund von formalen oder inhaltlichen Mängeln in der Qualitätssicherung Biologie im Abschnitt „Paläontologie“ zur Verbesserung eingetragen. Dies geschieht, um die Qualität der Biologie-Artikel auf ein akzeptables Niveau zu bringen. Bitte hilf mit, diesen Artikel zu verbessern! Artikel, die nicht signifikant verbessert werden, können gegebenenfalls gelöscht werden. Lies dazu auch die näheren Informationen in den Mindestanforderungen an Biologie-Artikel. Begründung: Teilweise sehr unwissenschaftlich geschrieben, Informationen beruhen auf Annahmen. |

Die Plesiosaurier (wörtlich „Fast-Echsen“, von altgriechisch πλησίος plēsíos „nahe, fast“ und σαύρα saúra „Eidechse“) sind eine Gruppe ausgestorbener Reptilien, die von der späten Obertrias bis zum Ende der Kreidezeit im Meer gelebt haben und gleichzeitig mit den Nicht-Vogel-Dinosauriern ausgestorben sind.
Die Meeresbewohner hatten einen länglichen Körper und vier paddelförmige Gliedmaßen. Sie gehörten, wie die heutigen Echsen und Schlangen, zu den Lepidosauromorpha und werden in zwei verschiedene Taxa unterteilt: die langhalsigen und kleinköpfigen eigentlichen Plesiosaurier (Plesiosauroidea) und die Pliosaurier (Pliosauroidea), für die ein kurzer, kräftiger Hals und ein großer Kopf mit langer Schnauze charakteristisch ist.

## Beschreibung

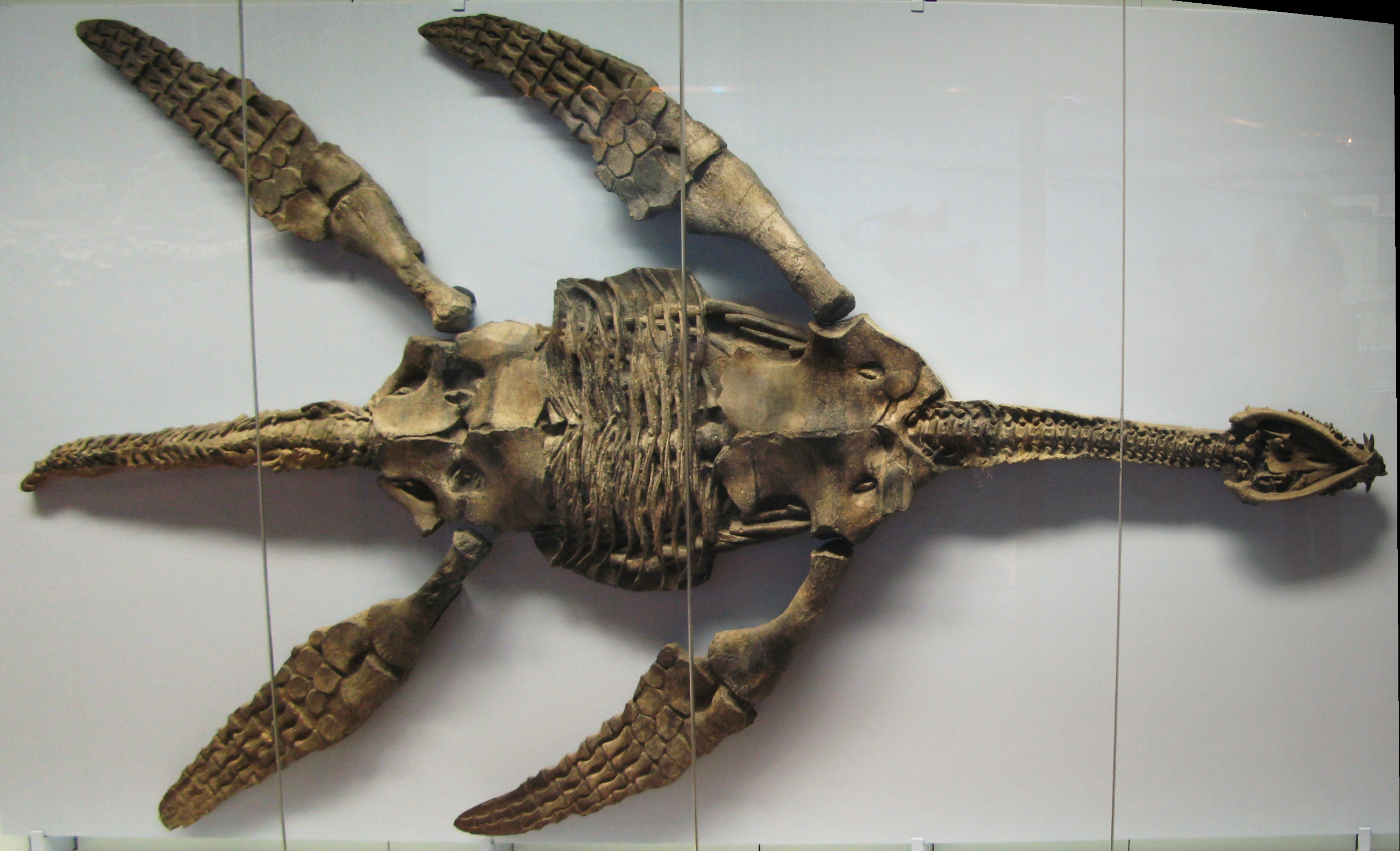
Plesiosaurier-Skelett, im Museum am Löwentor (Stuttgart)

Plesiosaurier wurden 3 bis 15 Meter lang, es gibt jedoch auch bisher unbeschriebene Fossilien, die eine Maximallänge von mehr als 20 Metern vermuten lassen („Monster von Aramberri“). Alle Plesiosaurier hatten einen kurzen Körper in Form einer abgeflachten Spindel und einen verhältnismäßig kurzen Schwanz, der zur Steuerung mit einer Schwanzflosse versehen sein konnte. Die Halswirbelsäule der echten Plesiosaurier ist stark verlängert (bis zu 72 Wirbel) und beweglich, der Schädel ist im Verhältnis dazu sehr klein und die Bezahnung ist homodont (gleichförmig). Die Pliosaurier haben im Gegensatz dazu eine kurze Halswirbelsäule (fortgeschrittene Formen mit nur noch 13 Wirbeln) und einen im Verhältnis dazu sehr großen Schädel (bis 4 Meter Länge), mit einem Gebiss, das zu einem gewissen Grad heterodont ist, das heißt, es besteht aus unterschiedlich großen Zähnen, die sich auch in der Form (Zahnmorphologie) leicht voneinander unterscheiden. Die Beine waren zu paddelförmigen Flossen umgebildet.
Wie die Ichthyosaurier und Mosasaurier sollen die Plesiosaurier in der Lage gewesen sein, ihre Körpertemperatur auf einem konstant hohen Niveau von mindestens 33 °C zu halten (Endothermie).

## Lebensweise

### Fortbewegung
Früher wurde angenommen, dass Plesiosaurier mit ihren Flossen gerudert haben. Rudern ist eine Fortbewegungsmethode, die darauf beruht, dass der Wasserwiderstand benutzt wird, um sich quasi im Wasser vorwärts zu schieben. Dafür müssen die Beine einerseits eine vergrößerte Fläche haben (was bei Plesiosauriern so ist), andererseits sind gerade Kanten und Ecken günstig, denn sie erzeugen Wasserwirbel, die den Wasserwiderstand erhöhen. Ein gutes Beispiel für eine Ruder-Extremität sind Entenfüße, die durch die Schwimmhäute vergrößert sind und zudem noch Krallen haben. Die Flossen der Plesiosaurier dagegen haben eine Form, die eher einem Flügel ähnelt, da sie am Ende spitz zusammenlaufen und einen tropfenförmigen Querschnitt haben. Außerdem haben Plesiosaurier stark vergrößerte Brust- und Beckenknochen, an denen große Muskel angesetzt haben. Dies zusammen deutet stark darauf hin, dass Plesiosaurier den Unterwasser-Flug praktiziert haben. Diese Fortbewegung wird heute von Pinguinen, Meeresschildkröten und Ottern benutzt und funktioniert im Prinzip wie das Fliegen in der Luft. Durch die Form der Paddel werden unterschiedliche Druckverhältnisse unter- und oberhalb des Paddels erzeugt, die zur Fortbewegung benutzt werden. Die Bewegung der Paddel im Wasser kostet viel Kraft, daher die großen Muskeln.
Auch wenn einige heute lebende Tiere unter Wasser fliegen, sind sie nur begrenzt mit den Plesiosauriern vergleichbar, denn sie benutzen immer nur die Vorderextremitäten. Bei den Plesiosauriern sind dagegen Vorder- wie Hinterextremitäten gut entwickelt und wurden höchstwahrscheinlich auch beide zur Fortbewegung genutzt. Die genaue Koordination der Beine – also ob alle vier gleichzeitig bewegt wurden, oder abwechselnd vorne, dann hinten, oder aber auch links vorne gleichzeitig mit rechts hinten und umgekehrt – ist nicht bekannt. Wahrscheinlich ist auch, dass der Modus von der Geschwindigkeit abhing.
Plesiosaurier und Pliosaurier unterscheiden sich ein wenig in der Form und relativen Größe der Paddel, was darauf hindeutet, dass sie sich unterschiedlich fortbewegt haben. Ursprünglich wurde angenommen, dass Pliosaurier als Lauerjäger zu kurzen, kräftigen und schnellen Beschleunigungen fähig waren, während die Plesiosaurier sich eher mit gemäßigter Geschwindigkeit bewegt hatten, dafür aber sehr ausdauernd waren. Neuere Vergleiche von Plesiosaurier-Flossen mit Vogel-Flügeln lassen vermuten, dass es eher umgekehrt war. Allerdings ist der Vergleich von Flossen mit Flügeln in der Wissenschaft nicht unumstritten.

### Ernährung

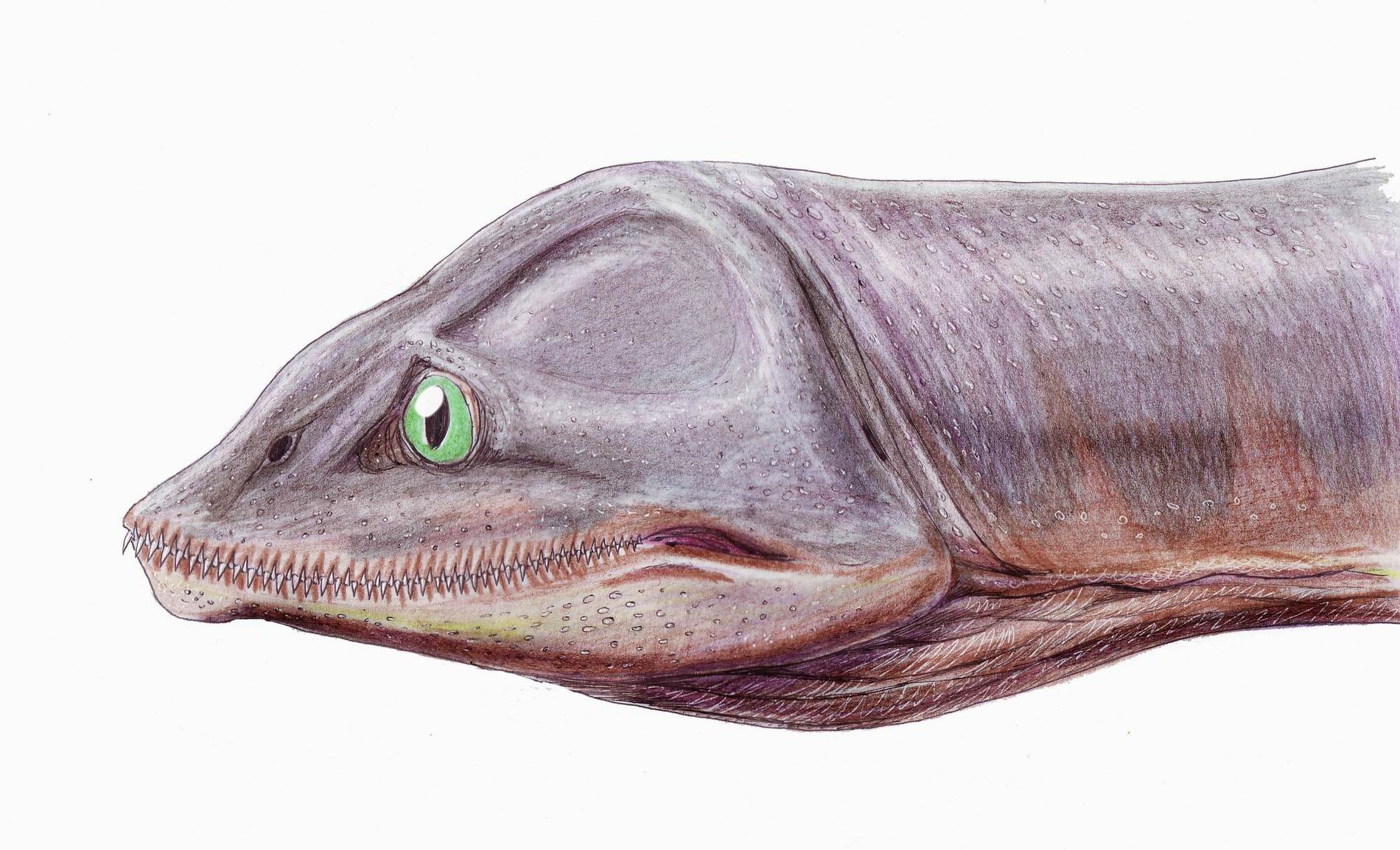
Rekonstruierter Kopf von Kaiwhekea katiki aus der Oberkreide von Neuseeland

Plesiosaurier hatten vermutlich eine große Bandbreite an Nahrung. Gemeinsam ist allen, dass es Fleischfresser waren – die Zähne von Plesiosauriern deuten nicht auf Pflanzennahrung hin. Viele Plesiosaurier waren wahrscheinlich Fischfresser, die größeren Pliosaurier haben dagegen vermutlich vielseitiger auch Tintenfische, Ammoniten, Haie, Ichthyosaurier und kleinere Plesiosaurier gejagt. Im Magen von Plesiosauriern wurden Tintenfischreste gefunden, und an Beinknochen von kleineren Plesiosauriern finden sich Bissspuren, die zu Pliosauriern gehören könnten. Plesiosaurier wurden aber auch selber gejagt: In einem sehr großen Mosasaurier aus der Kreide von Nordamerika wurden die Reste eines Plesiosauriers gefunden.

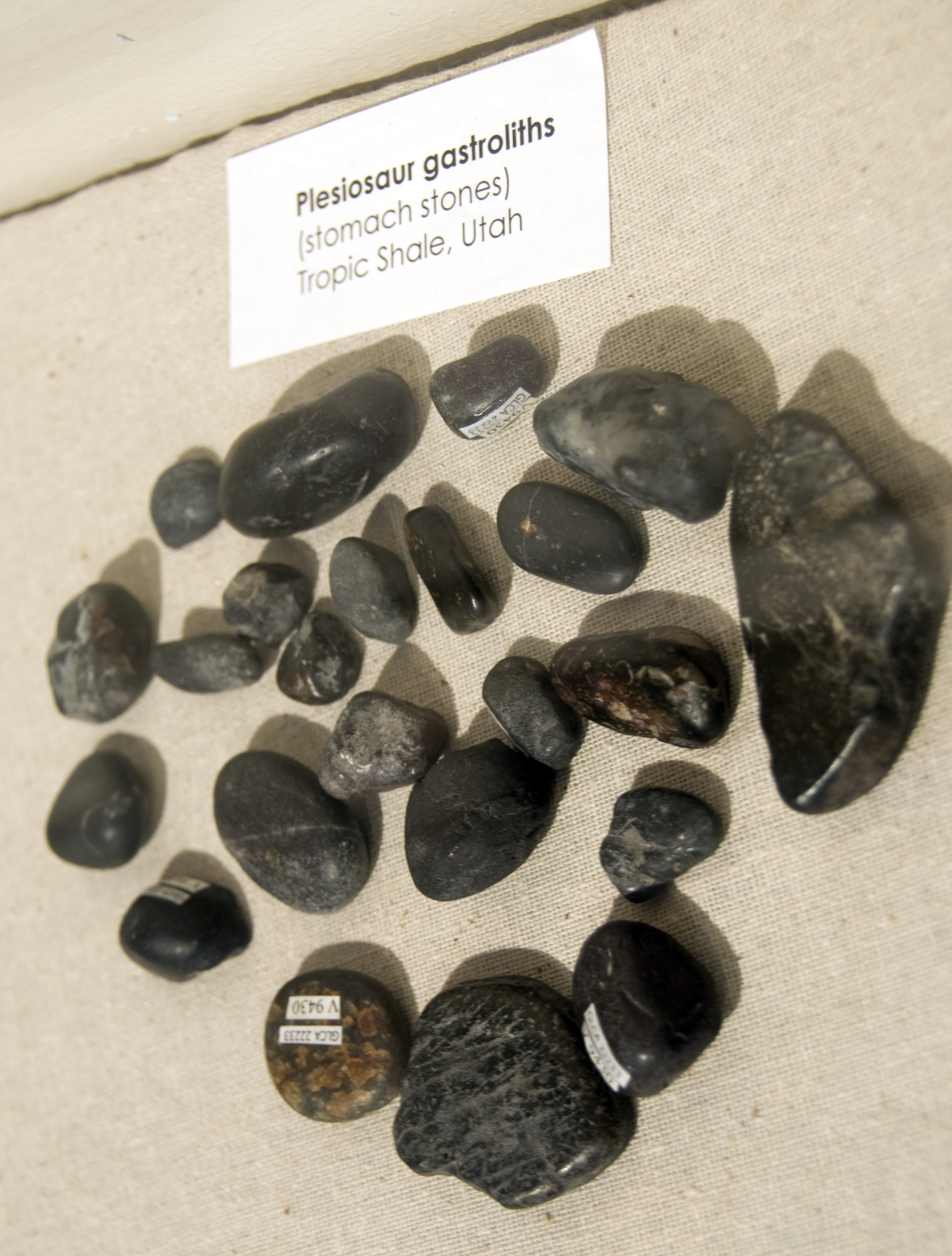
Magensteine, ausgestellt im Museum of Northern Arizona in Flagstaff.

Der lange Hals der Plesiosaurier hat bei der Nahrungsaufnahme wahrscheinlich eine große Rolle gespielt. Er war jedoch nicht so beweglich, wie es den Anschein hat. Nach oben und zu den Seiten gerichtete Bewegungen waren nur sehr begrenzt möglich; am besten war die Beweglichkeit nach unten. Plesiosaurier konnten ihren Hals nicht zu einem „S“ krümmen, wie es oft dargestellt wird. Die gute Beweglichkeit nach unten könnte darauf hinweisen, dass Plesiosaurier nicht nur gejagt, sondern außerdem Nahrung wie Ammoniten, Muscheln, Krebse und andere kleinere Tiere vom Meeresboden aufgelesen haben.
Viele Plesiosaurier wurden mit Magensteinen gefunden. Einige Vögel haben ebenfalls Magensteine, welche die Nahrung im Magen zerreiben. Vögel haben keine Zähne und können daher nicht so gut wie Säugetiere kauen. Eine ähnliche Funktion wird von den Magensteinen der Dinosaurier angenommen. Bei Plesiosauriern – wie bei Krokodilen, die ebenfalls verschluckte Steine im Magen haben – ist es nicht sicher, ob diese zur Nahrungszerkleinerung dienten oder als Ausgleich für den Auftrieb der mit Luft gefüllten Lunge benutzt wurden.
Auf der Basis von 2008 auf der norwegischen Arktis-Insel Spitzbergen durch den Paläontologen Jørn H. Hurum entdeckten Fossilien des 15 Meter langen Plesiosauriers Predator X („Monster von Spitzbergen“) wurde eine Beißkraft von 147 Kilonewton errechnet. Dies ist eine der höchsten Kieferkräfte im Tierreich.

### Fortpflanzung

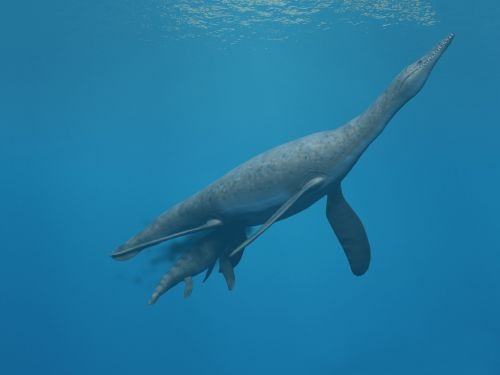
Polycotylus-Weibchen gebiert ein Jungtier, zeichnerische Rekonstruktion.

Die Fortpflanzung der Plesiosaurier war lange Zeit nur ungenügend bekannt. Da es sich um Reptilien handelt, war es naheliegend anzunehmen, dass diese Tiere Eier legten. Reptilieneier müssen aber an Land gelegt werden, wie z. B. bei Schildkröten, und die Plesiosaurier waren so stark an das Leben im Meer angepasst, dass es unklar ist, ob sie überhaupt an Land zu kommen fähig waren. Gestrandete Wale sterben, weil ihr Skelett sie ohne den Auftrieb im Wasser nicht mehr ausreichend stützt, wodurch die Lunge zusammengedrückt wird und die Tiere ersticken. Da sich auch bei Plesiosauriern das Skelett an die Verhältnisse im Wasser angepasst hat, ist es denkbar, dass es ihnen bei einem Landgang ähnlich erging.
Es gibt Funde von Ichthyosauriern und Mosasauriern, deren Föten im Mutterleib erhalten sind, was direkt beweist, dass auch diese Tiere lebendgebärend waren. Ähnliches ist von Keichousaurus, Lariosaurus und Neusticosaurus, entfernten Verwandten der Plesiosaurier, und seit 2011 auch von einem Plesiosaurier bekannt: Das im Bauchraum eines 78 Millionen Jahre alten Fossils von Polycotylus latippinus entdeckte Skelett eines noch nicht ausgereiften Jungtiers war mit einer Länge von 1,5 m schon ein Drittel so groß wie seine 4,70 m lange Mutter. Wahrscheinlich gebaren Plesiosaurier daher nur ein einzelnes, relativ großes Jungtier, für das sie Brutfürsorge betrieben, ähnlich wie heute die Wale. Sehr große Arten wie Kronosaurus, Elasmosaurus oder Liopleurodon waren schon aufgrund ihrer enormen Masse sicherlich unfähig, an Land zu kommen, um dort ihre Eier abzulegen, was wiederum die Geburt lebender Jungen zwangsläufig bedingte.

## Systematik und Phylogenie

### Äußere Systematik und Herkunft
Plesiosaurier erscheinen in der obersten Trias. Zu den ersten Gattungen gehören Thalassiodracon, Macroplata und Microcleidus, die letzten beiden aus dem Rhaetium (Thalassiodracon) und Hettangium Großbritanniens. Sie gehören zu einer Gruppe von Schwimmsauriern, den Sauropterygiern, die seit der Untertrias bekannt ist.
Unter den Sauropterygiern gibt es viele verschiedene Formen: einige sind sehr klein, andere größer und lebten vermutlich ähnlich wie Krokodile, wiederum andere hatten sich auf Muscheln als Nahrung spezialisiert. Alle diese Formen lebten in der Nähe der Küste und waren nicht so stark an das Leben im offenen Ozean angepasst wie die Plesiosaurier. Die Verwandtschaftsverhältnisse der Sauropterygier zu anderen Reptilien sind unklar, ebenso die genauen Vorfahren der Plesiosaurier innerhalb der Sauropterygier. Als nächster Verwandter werden Pistosaurus und verwandte Formen angesehen, die aus der oberen Trias von Europa und Nordamerika bekannt sind.
Die Plesiosaurier selber werden in zwei große Gruppen unterteilt: Pliosaurier und Plesiosaurier im engeren Sinn.

### Pliosaurier (Pliosauroidea)
Die Vertreter dieser Gruppe sind groß und massig gebaut, typischerweise ist der Hals relativ kurz und der Schädel groß, und die Zähne sind kräftig und konisch. Zu ihnen gehören die größten bekannten Plesiosaurier. Sie lebten vom unteren Jura bis zur frühen Oberen Kreide. Die geologisch jüngste nachgewiesene Gattung ist Brachauchenius aus Nordamerika.

### Plesiosaurier im engeren Sinne (Plesiosauroidea)
Dies sind ursprünglich schlanke Formen mit kleinem Kopf und langem Hals. Die Zähne sind meistens nadelartig: dünn und relativ lang. Traditionell werden die rein jurassischen Plesiosauridae, deren Mitglieder mit zwei bis drei Metern relativ klein sind und einen flachen Schädel haben, als „primitive“ Plesiosauroiden-Familie ausgehalten. Vermutlich handelt es sich aber um eine nicht-monophyletische Gruppe, ein „Grade“, das den frühen Entwicklungsstand der Plesiosauroidea widerspiegelt. Das heißt, dass die Plesiosauridae im traditionellen Sinn nicht auf einen jüngsten gemeinsamen Vorfahren zurückgehen, sondern teils enger mit den „höheren“ Plesiosauroiden verwandt sind als miteinander. Einige traditionell als Plesiosauriden betrachtete Gattungen (Attenborosaurus, Thalassiodracon) sind wahrscheinlich sogar Vertreter der Pliosauroiden.
Die innere Systematik der im jüngeren Jura und in der Kreidezeit lebenden „höheren“ Plesiosauroidea ist derzeit unklar. Als sichere Plesiosauroiden gelten die Elasmosauriden, mit ihren sehr stark verlängerten Hälsen und ihren im Verhältnis dazu winzigen Schädeln, sowie die etwas konservativer gebauten Cryptocleididen.
Die Stellung der ausschließlich in der Kreide lebenden Polycotyliden ist umstritten. Sie haben zwar einen kurzen Hals und einen sehr großen Schädel, könnten aber sekundär kurzhalsige „höhere“ Plesiosauroiden sein. Ihr pliosaurierartiges Aussehen wäre dann auf konvergente Evolution zurückzuführen. Ähnliches gilt für die relativ kurzhalsigen Leptocleididen.
Ein Entwurf zur inneren Systematik der Plesiosaurier ist im Folgenden dargestellt:

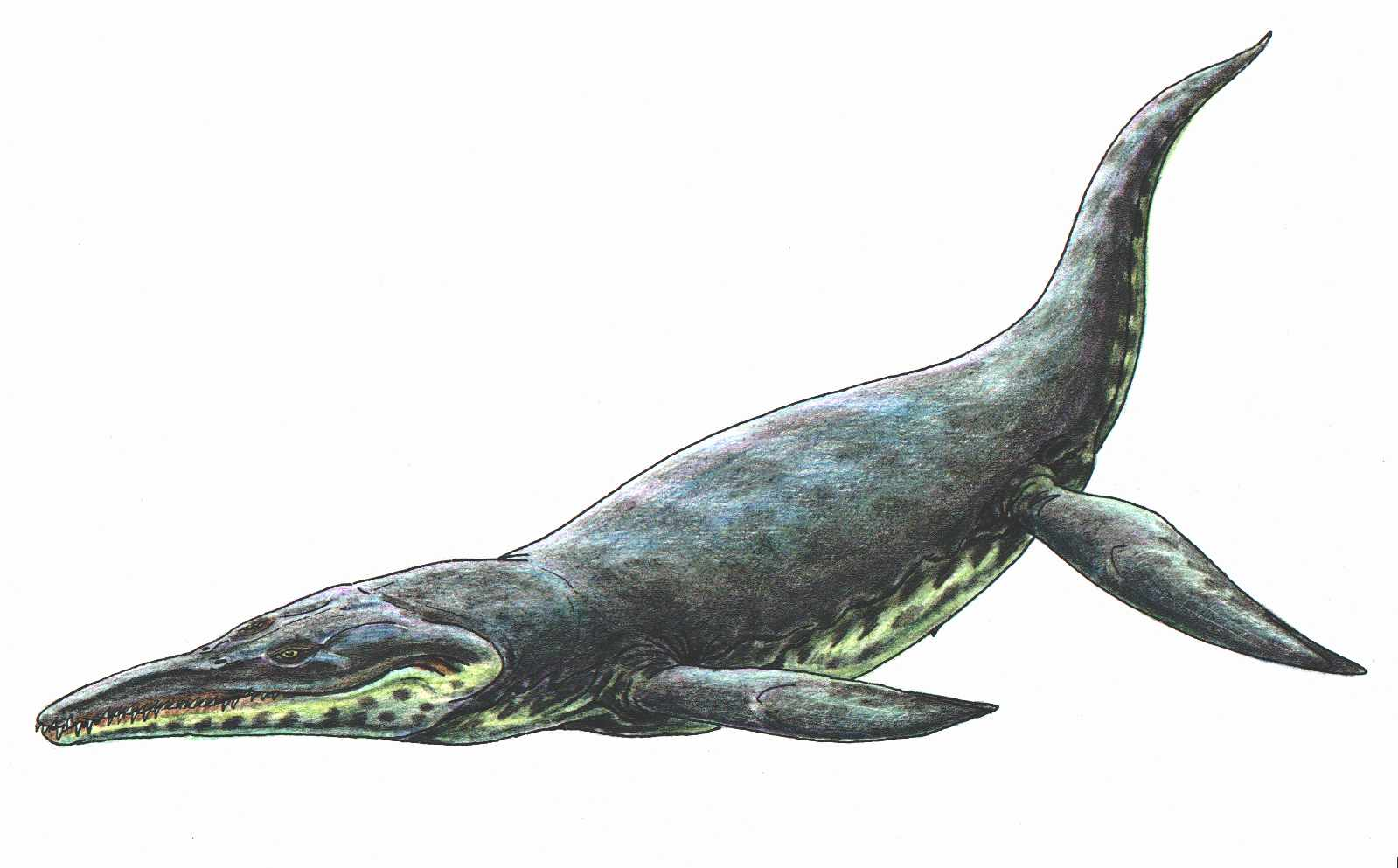
Der Pliosauride Kronosaurus (künstlerische Darstellung)

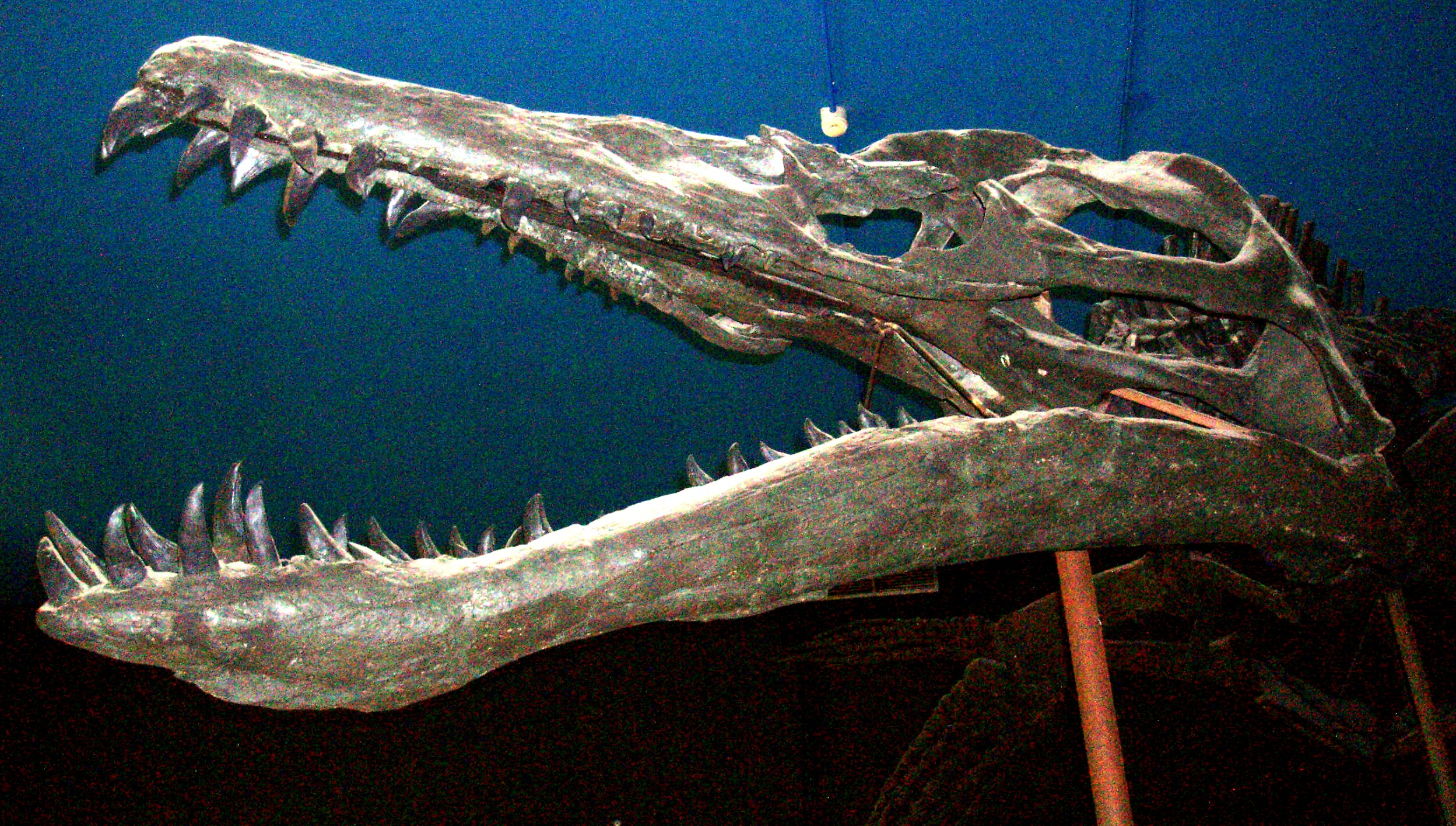
Schädel des Pliosauriden Liopleurodon

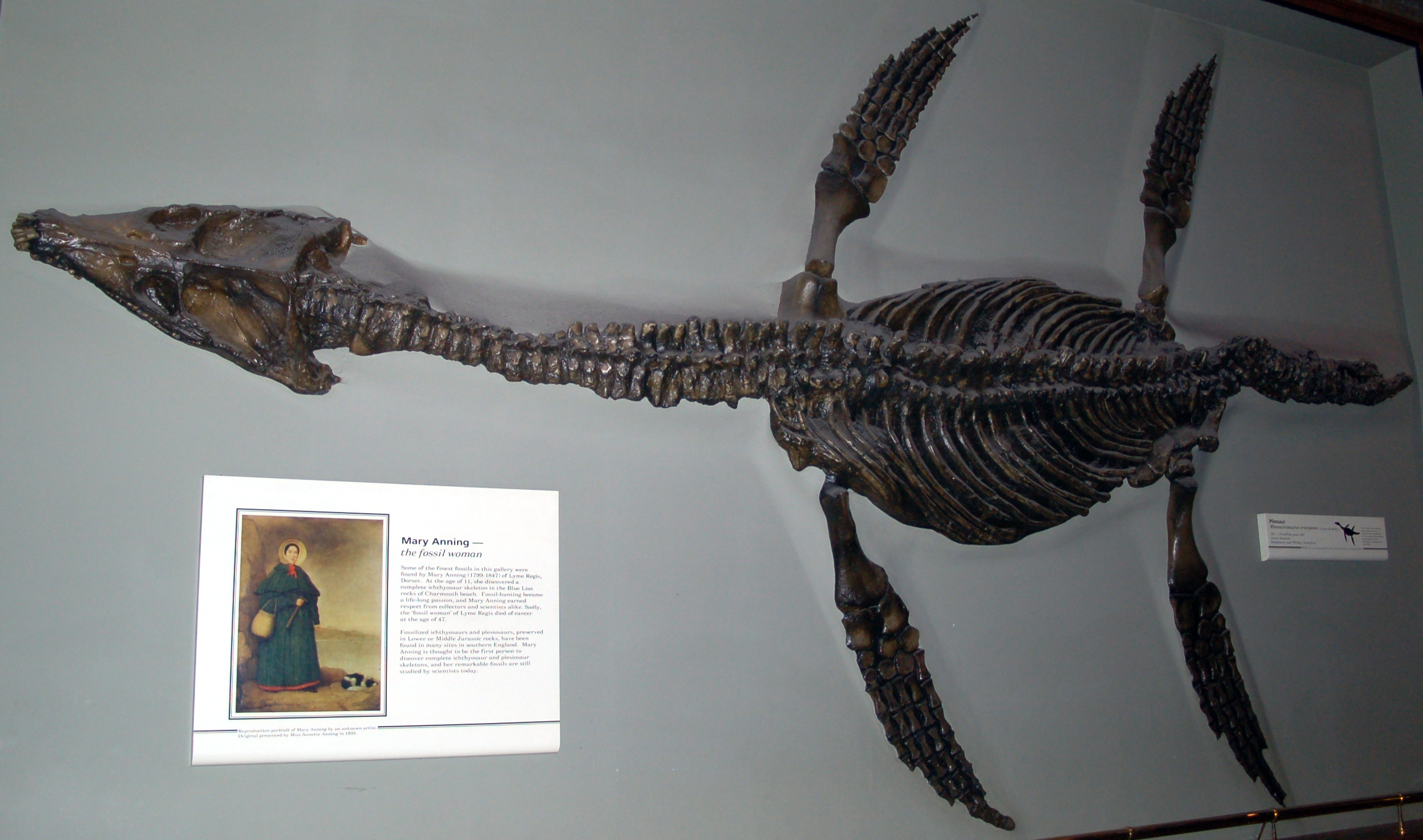
Rekonstruiertes Skelett des Rhomaleosauriden Rhomaleosaurus

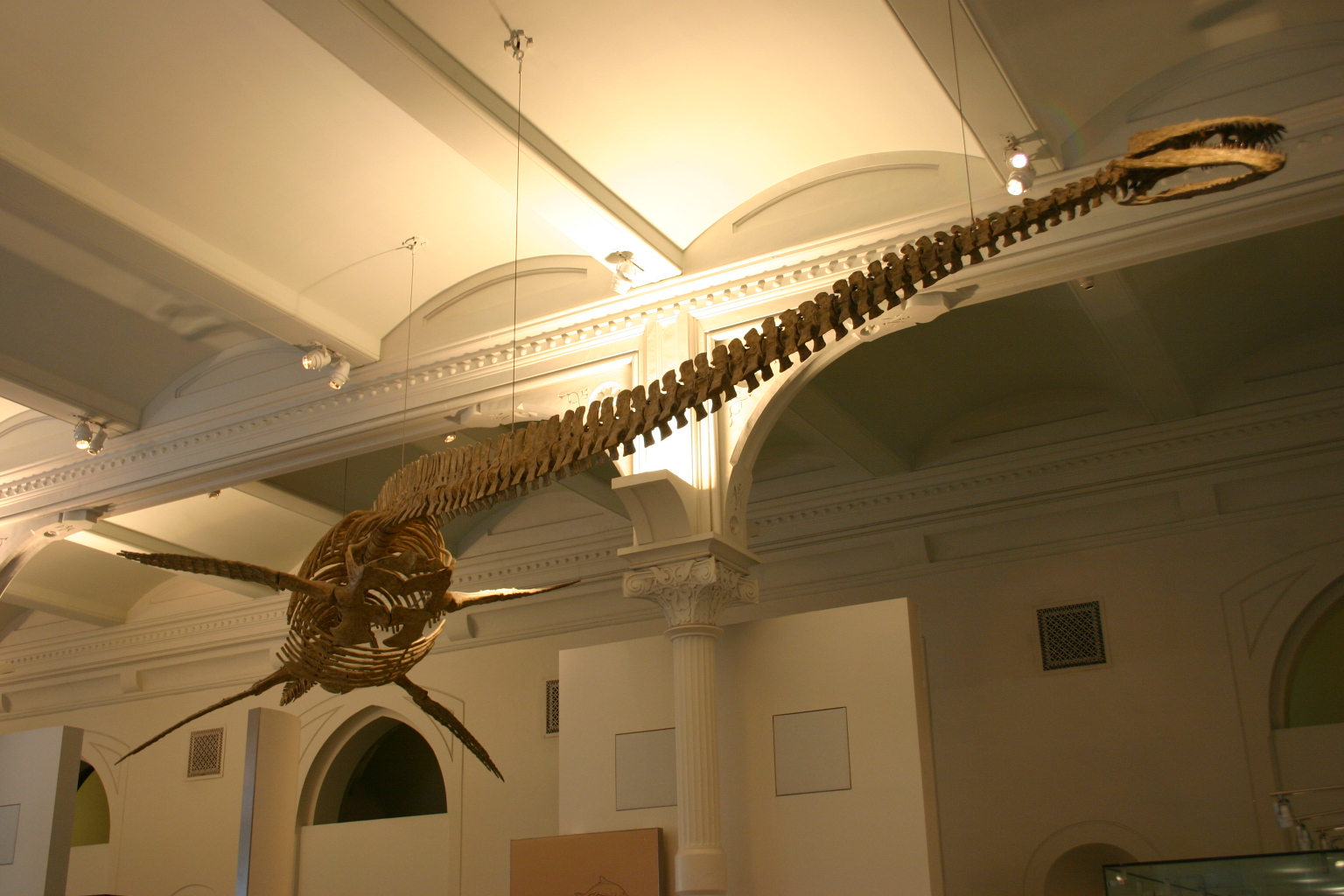
Rekonstruiertes Skelett von Thalassomedon im American Museum of Natural History

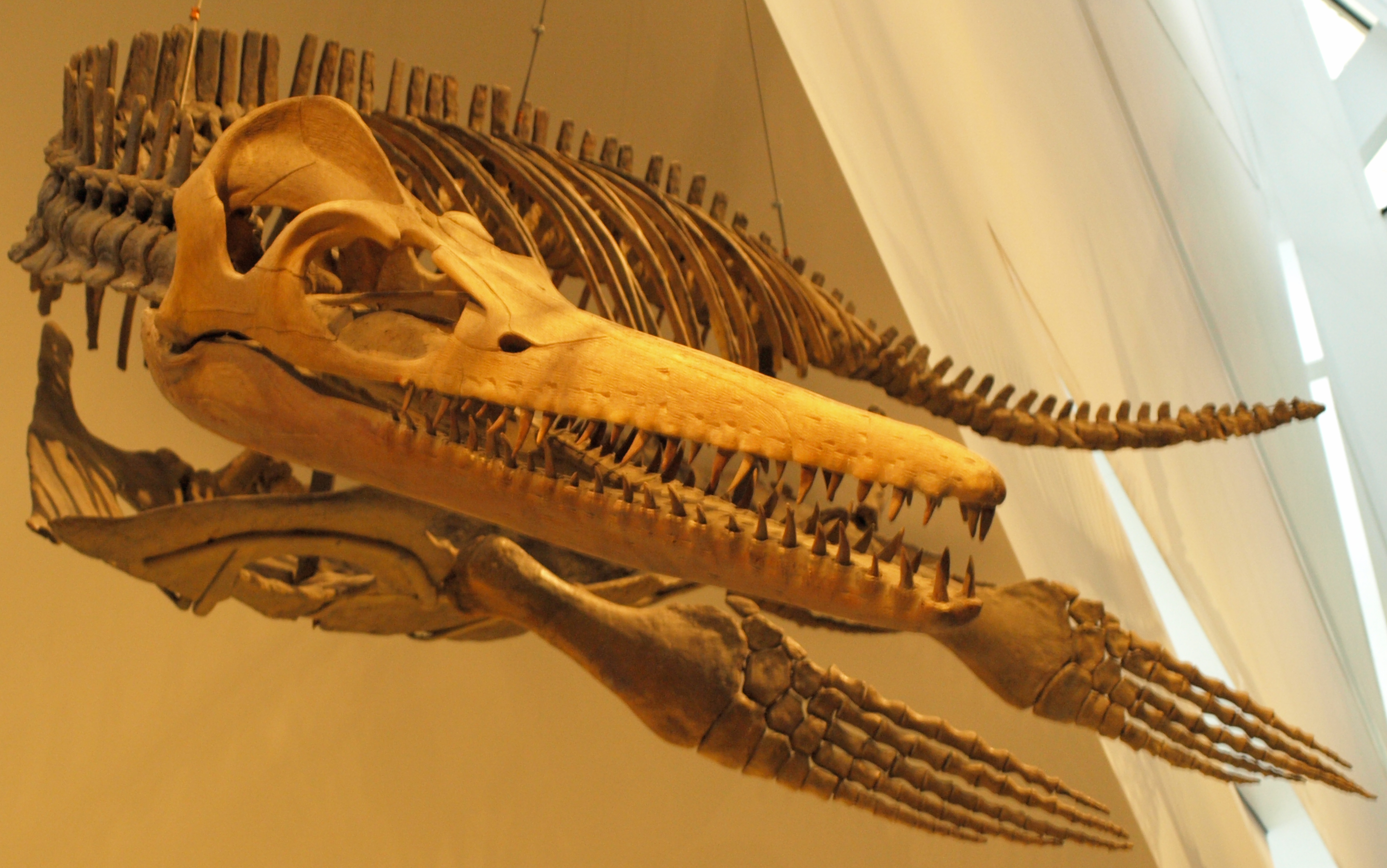
Skelett des Polycotyliden Trinacromerum im Royal Ontario Museum in Toronto.

- Plesiosauria
  - Pliosauroidea
    - Pliosauridae
      - Archaeonectrus
      - Attenborosaurus
      - Brachauchenius
      - Hauffiosaurus
      - Kronosaurus
      - Liopleurodon
      - Marmornectes[9]
      - Megalneusaurus
      - Pachycostasaurus
      - Peloneustes
      - Pliosaurus
      - Simolestes

    - Rhomaleosauridae
      - Archaeonectrus
      - Borealonectes
      - Eurycleidus
      - Leptocleidus
      - Macroplata
      - Maresaurus
      - Rhomaleosaurus
      - Sthenarosaurus
      - Umoonasaurus

  - Plesiosauroidea
    - „Plesiosauridae“
      -  ? Attenborosaurus
      -  ? Hydrorion  Anmerk. 1 [10]
      - Plesiosaurus
      -  ? Thalassiodracon

    - Euplesiosauria
      - Elasmosauridae
        - Albertonectes
        - „Alzadasaurus“
        - Callawayasaurus
        - Elasmosaurus
        - Eretmosaurus
        - Futabasaurus
        - Hydralmosaurus
        - Hydrotherosaurus
        - Libonectes
        - Microcleidus
        - Occitanosaurus
        - Styxosaurus
        - Terminonatator
        - Thalassomedon
        - Turangisaurus
        - „Woolungasaurus“

      - Cryptoclidia
        - Cryptoclididae
          -  ? Abyssosaurus[11]
          - Aristonectes
          - Cryptoclidus
          - Kaiwhekea
          - Kimmerosaurus
          - Muraenosaurus
          - Ophthalmothule[12]
          - Pantasaurus
          - Tatenectes
          - Vinialesaurus

        - Tricleidia
          - Tricleidus
          - Cimoliasauridae
            - Kimmerosaurus
            - Cimoliasaurus

          - Polycotylidae
            - Dolichorhynchops
            - Edgarosaurus
            - Polycotylus
            - Thililua
            - Trinacromerum